# Adult Top 40
Adult Top 40, Hot Adult Top 40 Tracks[zdroj?] je jeden z mnoha hudebních žebříčků, pravidelně sestavováných americkým magazínem Billboard. Obsahuje písně žánrů cílených pro dospělé posluchače jako jsou např. jazz či rock, ale i hip hop, elektronická hudba či hard rock.

## Historie
Magazín Billboard poprvé publikoval Adult Top 40 dne 2. března 1996 a první píseň, která byla zařazena na vrchol byla One Sweet Day od Mariah Carey. Nejdéle se na #1 udržela píseň Smooth od skupiny Santana (feat. Rob Thomas). Ostatní písně, které se udržely nejdelší čas v žebříčku jsou následující:
25 týdnů: "Smooth" - Santana feat. Rob Thomas (1999)
23 týdnů: "Wherever You Will Go" - The Calling (2002)
18 týdnů: "Unwell" - Matchbox Twenty (2003)
18 týdnů: "Photograph" - Nickelback (2005-2006)
17 týdnů: "Iris" - Goo Goo Dolls (1998)
16 týdnů: "Complicated" - Avril Lavigne (2002)
15 týdnů: "Don't Speak" - No Doubt (1996)
15 týdnů: "How to Save a Life" - The Fray (2006-2007)
14 týdnů: "Torn" - Natalie Imbruglia (1998)
14 týdnů: "Everything You Want" - Vertical Horizon (2000)
14 týdnů: "Drops of Jupiter (Tell Me)" - Train (2001)